# Сердечник горький
Серде́чник го́рький (лат. Cardámine amára) — вид многолетних травянистых растений из рода Сердечник (Cardamine) семейства Капустные (Brassicaceae).

## Ботаническое описание

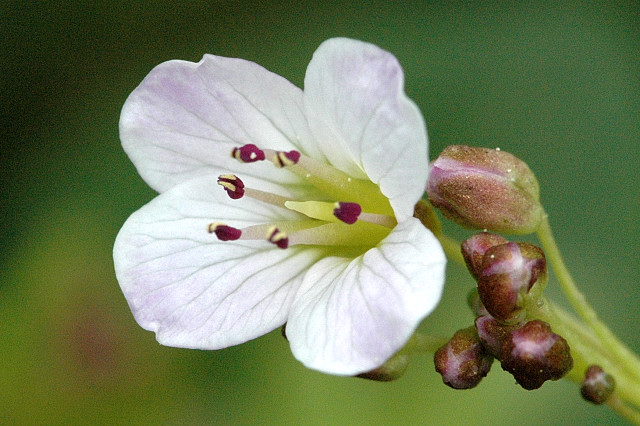
Цветок сердечника горького

Многолетнее растение с ползучим корневищем.
Стебель прямостоячий, высотой 20—40 см.
Листья перисто-раздельные.
Цветки белые, собраны в негустую щитковидную кисть.
Плод — линейный, сплюснутый стручок.

## Распространение и экология
На территории России распространён во многих районах европейской части и в Западной Сибири.
Произрастает вблизи ручьёв.

## Химический состав
В траве содержится 100—113,6 мг % аскорбиновой кислоты.

## Значение и применение
В листьях растения содержатся витамины; в корнях, листьях и стеблях — эфирное масло (до 0,04 %), главной составной частью его является вторично-бутилгорчичное масло.
На пастбищах поедается козами, остальными видами скота не поедается. При поедании этого растения молоко становится невкусным, сыр и масло получаются плохого качества.
Надземная часть до плодоношения и недозрелые семена в некоторых районах используют как пряность. Листья сердечника обладают острым, жгучим, горьким вкусом. Вкус салата, приготовленного из них, напоминает хрен. Листья этого растения употребляют в виде салата, для приготовления бутербродов, холодных мясных закусок и т. п.
Сок использовался в народной медицине против цинги. В Словакии листья сердечника используют при сахарном диабете.

## Классификация

### Таксономия[4]
Cardamine amara L., 1753, Sp. Pl. : 656
Вид Сердечник горький относится к роду Сердечник семейства Капустные (Brassicaceae) порядка Капустоцветные (Brassicales). Кладограмма в соответствии с Системой APG IV по состоянию на июнь 2023 года:
|  |                                      |  |                                   |                                   |                     |  | ещё 16 семейств | ещё 16 семейств |                   |  |                          |  | еще 252 подтвержденных вида и 55 видов, ожидающих подтверждения | еще 252 подтвержденных вида и 55 видов, ожидающих подтверждения |  |
|  |                                      |  |                                   |                                   |                     |  | ещё 16 семейств | ещё 16 семейств |                   |  |                          |  | еще 252 подтвержденных вида и 55 видов, ожидающих подтверждения | еще 252 подтвержденных вида и 55 видов, ожидающих подтверждения |  |
|  |                                      |  |                                   | порядок Капустоцветные            |                     |  |                 |                 | род Сердечник     |  |                          |  |                                                                 |                                                                 |  |
|  |                                      |  |                                   | порядок Капустоцветные            |                     |  |                 |                 | род Сердечник     |  | 6 внутривидовых таксонов |  |                                                                 |                                                                 |  |
|  | отдел Цветковые, или Покрытосеменные |  |                                   |                                   | семейство Капустные |  |                 |                 | Сердечник горький |  |                          |  |                                                                 |                                                                 |  |
|  | отдел Цветковые, или Покрытосеменные |  |                                   |                                   |                     |  |                 |                 |                   |  |                          |  |                                                                 |                                                                 |  |
|  |                                      |  | ещё 63 порядка цветковых растений | ещё 63 порядка цветковых растений |                     |  |                 | ещё 354 рода    | ещё 354 рода      |  |                          |  |                                                                 |                                                                 |  |
|  |                                      |  |                                   | ещё 63 порядка цветковых растений |                     |  |                 |                 | ещё 354 рода      |  |                          |  |                                                                 |                                                                 |  |

### Внутривидовые таксоны
- Cardamine amara subsp. austriaca Marhold
- Cardamine amara subsp. balcanica Marhold, Ančev & Kit Tan
- Cardamine amara subsp. olotensis O.Bolòs
- Cardamine amara subsp. opicii Čelak.
- Cardamine amara subsp. opizii (C.Presl & J.Presl) Čelak.
- Cardamine amara subsp. pyrenaea Sennen

### Синонимы
- Cardamine amara f. grandiflora  O.E.Schulz
- Cardamine amara f. lilacina  Beck
- Cardamine amara f. minor  Lange
- Cardamine amara f. monochlamydea  Soó
- Cardamine amara f. parviflora  O.E.Schulz
- Cardamine amara f. stricta  O.E.Schulz
- Cardamine amara subsp. amara  –
- Cardamine amara var. aequiloba  C.Hartm.
- Cardamine amara var. aquatica  Rupr.
- Cardamine amara var. erubescens  Peterm.
- Cardamine amara var. interrupta  O.E.Schulz
- Cardamine amara var. macrophylla  Wender.
- Cardamine amara var. petiolulata  O.E.Schulz
- Cardamine amara var. trisecta  DC.
- Cardamine bicolor  Opiz ex J.Presl & C.Presl
- Cardamine borealis  Laest. ex Nyman
- Cardamine grandis  Schur
- Cardamine libertiana  Lej.
- Cardamine macrophylla  Schur
- Cardamine melananthera  Steud.
- Cardamine melanthera  Stokes
- Cardamine nasturtiana  Thuill.
- Cardamine nasturtium  Wallr.
- Cardamine triphylla  Pall.
- Cardamine umbrosa  Lej.
- Cardamine wiedmanniana  Boiss.
- Crucifera amara  E.H.L.Krause
- Ghinia amara  Bubani